# Ainmire mac Sétnai
Ainmuire mac Sétnai (... – attorno al 569) da alcune fonti è anche considerato sovrano supremo d'Irlanda.
Apparteneva ai Cenél Conaill del nord, ramo degli Uí Néill. Suo figlio Áed fu in seguito re supremo.